# 優良章
優良章(ゆうりょうしょう)とは、勤務態度あるいは成績などが優良な者に授与又は交付される栄章または記章。

## 栄章としての優良章
栄章(表彰記章)としての優良章は主に自衛隊や消防などの分野で授与される記章として定められていることが多い。
陸上自衛隊では、操縦優良章といい、車両の無事故運転者たる自衛官に授与される。
その他、消防の分野では、主に消防団などで勤務成績優良なる団員を表彰する優良表彰の場合に授与されることが多い。特に消防団の表彰の種類としては様々なものがあるが、功績表彰と優良表彰がその代表例であり、功績表彰は上位の勤続年数の長い団員、優良表彰は比較的若い、あるいは勤続年数の短い団員の功労を讃える場合に贈られる。
今日では、多くの市町村、消防協会が授与する優良章や東京都特別区が消防団員に授与する成績優良章などが代表例といえる。
また、自動車や自動二輪車などにおいて交通安全に努めた者に対し、警察署ないし交通安全協会より優良章ないし同様の趣旨の記章が授与される場合もある。

## 袖章としての優良章
市町村によっては納税の成績に応じて納税成績優良章を授与している事例もある。
また、主に消防団などでは、勤務成績の優良なる者に、その勤続年数に応じて制服に縫い付ける袖章として精勤章を授与したが、今日では優良章と称する場合も多い。

## その他
和歌山県和歌山市では、文化財保護法の対象である天然記念物　紀州犬を保護する趣旨に基づき、同市教育委員会が犬種の保存上、特に優良なる紀州犬に対し、優良紀州犬章を交付している事例がある。